# Bắn cung tại Đại hội Thể thao Đông Nam Á 2005
Bộ môn Bắn cung tại Đại hội Thể thao Đông Nam Á 2005 được thi đấu tại Vịnh Subic, Zabales, Philippines từ ngày 28 tháng 11 cho đến ngày 4 tháng 12 năm 2005.
Tại kỳ đại hội lần này, các đoàn thi đấu để tranh bốn bộ huy chương, hai nội dung dành cho nam và hai nội dung dành cho nữ. Các cung thủ đều thi đấu ở nội dung bia với đương kính 122 cm được đặt ở khoảng cách 70 m, và mỗi lượt bắn không quá 40 giây. Mỗi đoàn tham dự kỳ đại hội lần này được cử tối đa 3 vận động viên. Mỗi vận động viên thi đấu một vòng phân hạng, với 6 loạt bắn, mỗi loạt 12 mũi. Thứ tự của vận động viên ở vòng phân hạng giúp phân chia cặp đấu ở vòng loại trực tiếp với thể thức vận động viên có số điểm cao nhất ở vòng phân hạng sẽ gặp vận động viên có số điểm thấp nhất. Ở ba vòng đấu loại trực tiếp đầu tiên, mỗi vận động viên ở mỗi trận sẽ bắn 6 loạt, mỗi loạt 3 mũi. Ở vòng tứ kết, bán kết, chung kết và trận tranh huy chương đồng, mỗi cung thủ sẽ bắn 4 loạt 3 mũi tên.
| Tổng sắp huy chương SEA Games 2005 Bộ môn bắn cung |             |      |     |      |      |
| Hạng                                               | Đoàn        | Vàng | Bạc | Đồng | Tổng |
| 1                                                  | Philippines | 1    | 1   | 2    | 4    |
| 2                                                  | Indonesia   | 1    | 1   | 1    | 3    |
| 3=                                                 | Malaysia    | 1    | 1   | 0    | 2    |
| 3=                                                 | Myanma      | 1    | 1   | 0    | 2    |
| 5                                                  | Singapore   | 0    | 0   | 1    | 1    |
|                                                    | Tổng        | 4    | 4   | 4    | 12   |

## Bảng thành tích

### Nội dung Recurve nam
| Huy chương | Vận động viên  | Quốc gia    |
| Vàng       | W. Mohd K.     | Myanma      |
| Bạc        | Zaw Win        | Myanma      |
| Đồng       | Marvin Cordero | Philippines |

### Nội dung Recurve nữ
| Huy chương | Vận động viên          | Quốc gia    |
| Vàng       | Rina Dewi Puspita Sari | Indonesia   |
| Bạc        | Yasmidar Hamid         | Indonesia   |
| Đồng       | Rachelle Anne Cabral   | Philippines |

### Nội dung Compound nam
| Huy chương | Vận động viên | Quốc gia  |
| Vàng       | Lang Hon-Mas  | Malaysia  |
| Bạc        | Ting Leong    | Malaysia  |
| Đồng       | I. Gusti      | Indonesia |

### Nội dung Compound nữ
| Huy chương | Vận động viên | Quốc gia    |
| Vàng       | Amaya Paz     | Philippines |
| Bạc        | Jenifer Chan  | Philippines |
| Đồng       | Gul Mary      | Singapore   |